# Urecha (Liuban)
Urecha (bielorruso: Урэ́чча) o Urechye (ruso: Уре́чье) es un asentamiento de tipo urbano de Bielorrusia, perteneciente al raión de Liuban de la provincia de Minsk.
En 2023, el asentamiento tenía una población de 2372 habitantes. Es sede de un consejo rural que incluye ocho pedanías que suman otros ochocientos habitantes.
Se ubica unos 15 km al norte de la capital distrital Liuban, sobre la carretera P57.

## Historia
El pueblo se desarrolló a partir de 1635 en torno a una fábrica de vidrio, destinada principalmente a la producción de espejos, en una época en la que el asentamiento pertenecía a la República de las Dos Naciones. El área pertenecía a la familia noble Olelkovych hasta 1600, cuando fue adquirida por los Radziwiłł; en el siglo XVIII pasó a pertenecer a una rama de los Sayn-Wittgenstein. En la partición de 1793 pasó a formar parte del Imperio ruso, que lo clasificó como un miasteczko en el uyezd de Babruisk de la gobernación de Minsk. Se desarrolló notablemente como poblado ferroviario a partir de 1915, cuando se abrió aquí una estación en la línea de ferrocarril de Asipóvichy a Slutsk. La RSS de Bielorrusia le dio el estatus de capital distrital en 1924 (que perdió en 1962) y el de asentamiento de tipo urbano en 1938.